# Amphimedon lamellata
Amphimedon lamellata är en svampdjursart som beskrevs av Fromont 1993. Amphimedon lamellata ingår i släktet Amphimedon och familjen Niphatidae. Inga underarter finns listade i Catalogue of Life.